# Ryōan-ji
Il Ryōan-ji (Shinjitai: 竜安寺, Kyūjitai: 龍安寺) è un tempio buddista situato a Kyoto, in Giappone. Appartiene alla scuola Myōshin-ji, branca della scuola Rinzai del Buddismo Zen. Il suo complesso comprende vari templi minori, un vasto giardino in cui si trova un lago artificiale e un tempio principale. È conosciuto in particolare grazie al suo giardino karesansui, "giardino secco" formato in prevalenza da pietre, ciottoli e muschio. Il tempio è inserito tra i monumenti storici dell'antica Kyoto, dichiarati patrimonio dell'umanità dall'UNESCO.

## Storia
Durante l'XI secolo il terreno in cui si trova il complesso appartenne alla famiglia Fujiwara, e probabilmente ospitava una villa estiva. È di questo periodo la realizzazione ad opera di Fujiwara Saneyoshi del lago artificiale che occupa gran parte del giardino e di un primo piccolo tempio, il Daijuin.  Nel 1450 Hosokawa Katsumoto entrò in possesso del terreno, vi fece costruire il suo palazzo e patrocinò la fondazione del Ryōan-ji.
Il tempio venne distrutto durante la guerra Ōnin, e ricostruito successivamente da Hosokawa Matsumoto, figlio di Katsumoto, a partire dal 1488.
La costruzione del giardino karesansui è stata particolarmente oggetto di dibattito. Secondo alcuni studiosi esso sarebbe stato creato già al termine della ricostruzione dello hōjō (la residenza dell'abate del tempio) nel 1499. Tuttavia delle fonti raccontano di una visita di Toyotomi Hideyoshi che, insieme ad altri ospiti, avrebbe composto delle poesie per celebrare la bellezza di un albero di ciliegio presente nel giardino. Non essendovi alcun riferimento alle pietre, alcuni studiosi hanno supposto che non vi fossero ancora, mentre per altri le pietre sarebbero già state presenti, ma l'albero era considerato il centro della composizione. Il ciliegio oggi non esiste più, ma si suppone che sia quello di cui rimane parte del tronco in un rettangolo di muschio nell'angolo Nord-Ovest. Altre fonti situano la costruzione intorno al XV secolo: le prime descrizioni del giardino, datate intorno al 1680, parlano di una composizione di nove rocce, disposte per rappresentare una tigre che aiuta i suoi cuccioli ad attraversare un fiume. Tuttavia oggi il giardino presenta quindici rocce. Alcune fonti datano la costruzione del giardino nel XVI secolo, altre ancora durante il periodo Edo, tra il 1618 e il 1680.
Secondo un'illustrazione del 1780 il giardino originale era diviso in due da un corridoio coperto che lo attraversava da Nord a Sud, con un cancello che si apriva sul lato Sud. L'illustrazione però non rappresenta le pietre, quindi rimane dubbio se vi fossero già oppure no.
Nel 1797 un incendio distrusse nuovamente parte del complesso, che fu successivamente ricostruito. In particolare lo hōjō e il cancello di un sottotempio del complesso, il Saigen'in, furono utilizzati per sostituire quelli andati distrutti.  È probabile che il giardino sia stato ricostruito a sua volta in questo periodo, forse fedelmente rispetto l'originale, oppure come frutto di un adattamento alle proporzioni del nuovo hōjō, più piccolo del precedente. Akisato Ritō nel 1799 pubblicò un disegno del giardino nel libro Miyako rinsen meishō zue (Raccolta di disegni dei giardini della capitale), che lo mostra come è oggi: è stato ipotizzato che Akisato stesso abbia modificato la collocazione delle pietre, o comunque abbia partecipato alla sua ricostruzione.
Per quanto riguarda la sua progettazione, molte fonti antiche la attribuiscono a Hosokawa Katsumoto, a suo figlio Hosokawa Matsumoto o al celebre monaco e pittore Sōami (morto nel 1525). Tuttavia potrebbe essere stato costruito da progettisti di giardini appartenenti alla classe dei kawaramono: due nomi, Hirokojirō e Kotarō, che si suppone facessero parte di questa classe, sono incisi in una delle pietre. Anche se la classe dei kawaramono era considerata di rango molto inferiore e discriminata, alcuni dei suoi membri riuscirono a diventare consiglieri dello shogunato Ashikaga e intorno al XV secolo divennero famosi per la costruzione di giardini
Il giardino ottenne la sua attuale fama a partire dal XX secolo. Tra i tanti, ad apprezzare il giardino fu anche la regina Elisabetta II, che vi fece visita nel 1975.
L'artista statunitense John Cage ha composto vari pezzi musicali e disegni ispirandosi al giardino.

## Il giardino Zen

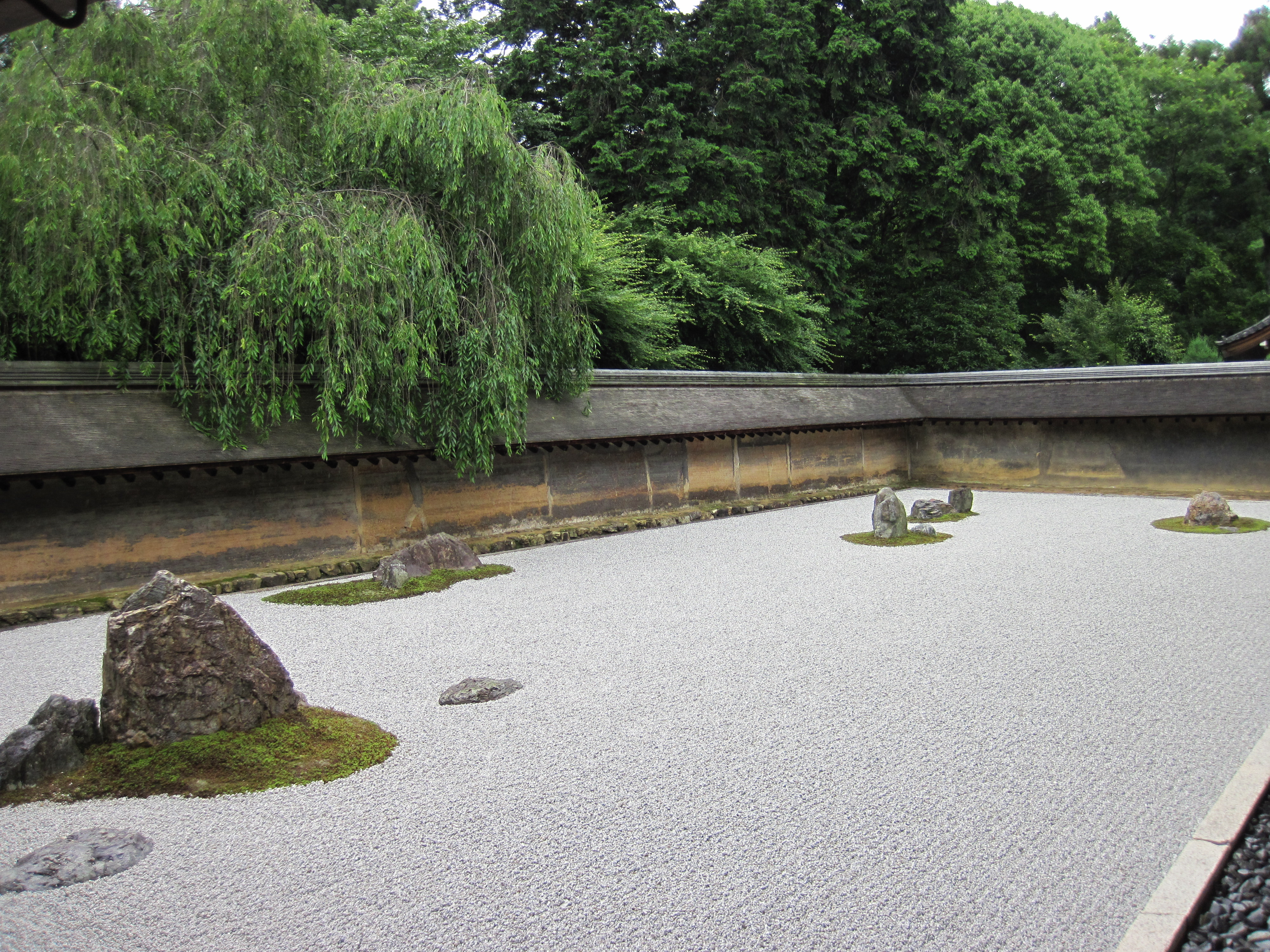
Il giardino karesansui

Il Ryōan-ji presenta uno dei più celebri esempi di giardino karesansui. Questo tipo di giardino "secco" viene spesso racchiuso entro zone limitate e tende ad essere piuttosto semplice, componendosi solo di pietre, ciottoli, muschio e raramente piccoli corsi d'acqua. Il giardino viene concepito come un mezzo la cui osservazione supporta la meditazione, e per questo spesso si arricchisce di significati metafisici.
Quello del Ryōan-ji è formato da un rettangolo di 248 metri quadrati, racchiuso da un muro. Si può osservare dalla veranda dello hōjō, la residenza dell'abate del monastero. Presenta quindici pietre di grandezza differente disposte in cinque gruppi: un gruppo da cinque pietre, due gruppi da tre e due gruppi da due. Le pietre sono circondate da muschio e disposte in mezzo ad un pavimento di ghiaia rastrellato.

Il muro è stato costruito con creta bollita nell'olio: con il tempo l'olio ha formato delle tenui macchie che sprazzano la superficie, rispecchiando l'estetica dello wabi-sabi e dello shibui che celebra la bellezza semplice, calma, derivata dalle imperfezioni del tempo. L'olio serve per proteggere la superficie dalla luce che si riflette sui ciottoli bianchi. Inoltre il muro non è del tutto regolare: la faccia interna ha una base posta 80 centimetri più in alto di quella esterna, per renderlo più stabile; il muro ad ovest è più alto a nord (la zona più vicina allo spettatore) e diventa più basso andando verso sud, in questo modo si ottiene un effetto di maggiore profondità. Nel 1977 il tetto di tegole del muro è stato sostituito con uno di corteccia, come era in origine.
Il giardino è stato concepito come un kōan, un indovinello paradossale che aiuta nella meditazione. La disposizione delle pietre è stata infatti progettata in modo che, stando seduti sulla veranda, da qualsiasi punto si guardi non si possano vedere tutte le quindici pietre contemporaneamente. Tradizionalmente si ritiene che solo raggiungendo l'illuminazione si possano vedere tutte insieme.

### Interpretazioni del significato del giardino zen
Non è chiaro il significato della composizione del giardino. Come detto in precedenza, già dalle prime descrizioni si supponeva che volesse rappresentare una tigre che aiuta i suoi cuccioli ad attraversare un fiume: il tema, ripreso dai classici cinesi, vede una madre tigre con tre cuccioli, di cui uno molto violento. La tigre e i suoi cuccioli devono attraversare un fiume, ma se il cucciolo violento rimanesse solo con uno degli altri due potrebbe ucciderlo. La tigre allora deve ingegnarsi per far attraversare il fiume ai suoi cuccioli senza che ciò avvenga..
Tuttavia è stato supposto che queste descrizioni intendessero dire in maniera metaforica che il giardino rappresentasse temi come quello della perseveranza di fronte ad un arduo obiettivo o la misericordia di Buddha, che si estende anche alle creature malvagie. Inoltre è stato anche supposto che l'associazione ad un tema familiare fosse un modo per dare un senso ad un giardino dal disegno piuttosto insolito per il tempo, dove mancavano elementi comuni, come per esempio una cascata. quello del Ryōanji e quello del Reiun'in, un sottotempio del Tōfuku-ji, probabilmente sono stati i primi esempi di karesansui che si basati su una semplice composizione di pietre sopra una superficie piatta.
Altre interpretazioni paragonano le pietre a delle isole in mezzo al mare (il pavimento di ciottoli), o a delle montagne che si innalzano al di sopra di una coltre di nubi. Oppure si è ipotizzato che formino gli ideogrammi di cuore e mente. Un'altra teoria sostiene che i cinque gruppi di pietre rappresentino le cinque montagne cinesi, o i cinque monasteri zen. Oppure la sabbia potrebbe rappresentare il vuoto (mu) , mentre le pietre i fenomeni sensibili. O ancora le pietre potrebbero simboleggiare gli ostacoli che si oppongono all'ottenimento dell'illuminazione.

Un'altra interpretazione, supportata da vari monaci, afferma che attraverso la meditazione si può essere trasportati all'interno del giardino, che rappresenta un posto al di là del tempo e dello spazio, l'infinito, la pura potenzialità da cui è sorta tutta l'esistenza.
Altri invece più che al significato danno importanza alla disposizione delle pietre, basata su particolari leggi geometriche o sull'equilibrio degli oggetti in uno spazio. Gunter Nitschke supporta questa idea, sostenendo che il giardino non vuole simbolizzare niente in particolare, e che invece si tratta di una composizione astratta di oggetti naturali in uno spazio, la cui disposizione stimola la meditazione.
Gert van Tonder e Michael Lyons propongono un'analisi simile. Relazionando le regole di composizione dei giardini karesansui alle leggi di segmentazione del campo visivo della psicologia della Gestalt, hanno trovato una serie di principi estetici che cercano di riprodurre un effetto di naturalezza ed evitare il risalto di un elemento rispetto al resto della composizione. Questi sono: 
- l'ultilizzo di uno sfondo con un motivo che alterna chiazze più scure e più chiare (prodotta con i ciottoli rastrellati), che riduce il contrasto con il colore scuro delle pietre e del muschio; questo effetto non si sarebbe potuto ottenere con superfici di colore uniforme (come per esempio la sabbia bianca);
- la composizione si basa sulla posizione della roccia più grande, rispetto a cui viene deciso il posizionamento delle altre pietre;
- si preferiscono i numeri dispari e le composizioni asimmetriche;
- le pietre dei vari gruppi vengono disposte in modo da formare delle costruzioni triangolari;
- lo spazio tra le rocce: molta importanza viene data a questo elemento, che si conformerebbe in base alla struttura dell'asse mediale della composizione. Si viene a formare una struttura ad albero, il cui tronco converge con il centro della veranda dello hōjō. Questo tipo di composizione viene paragonato anche all'ikebana.[19]

## Il complesso

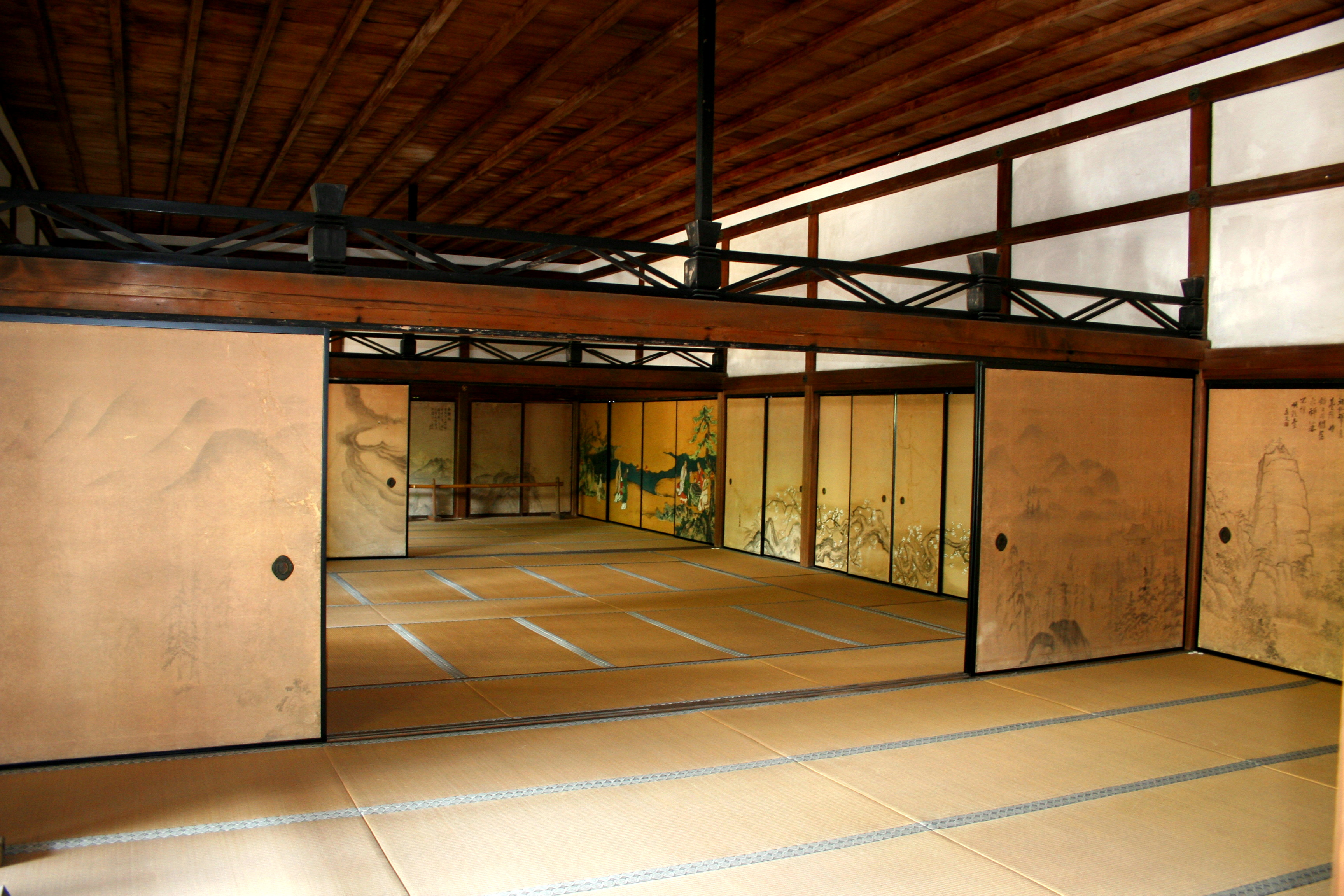
L'interno dello hōjō

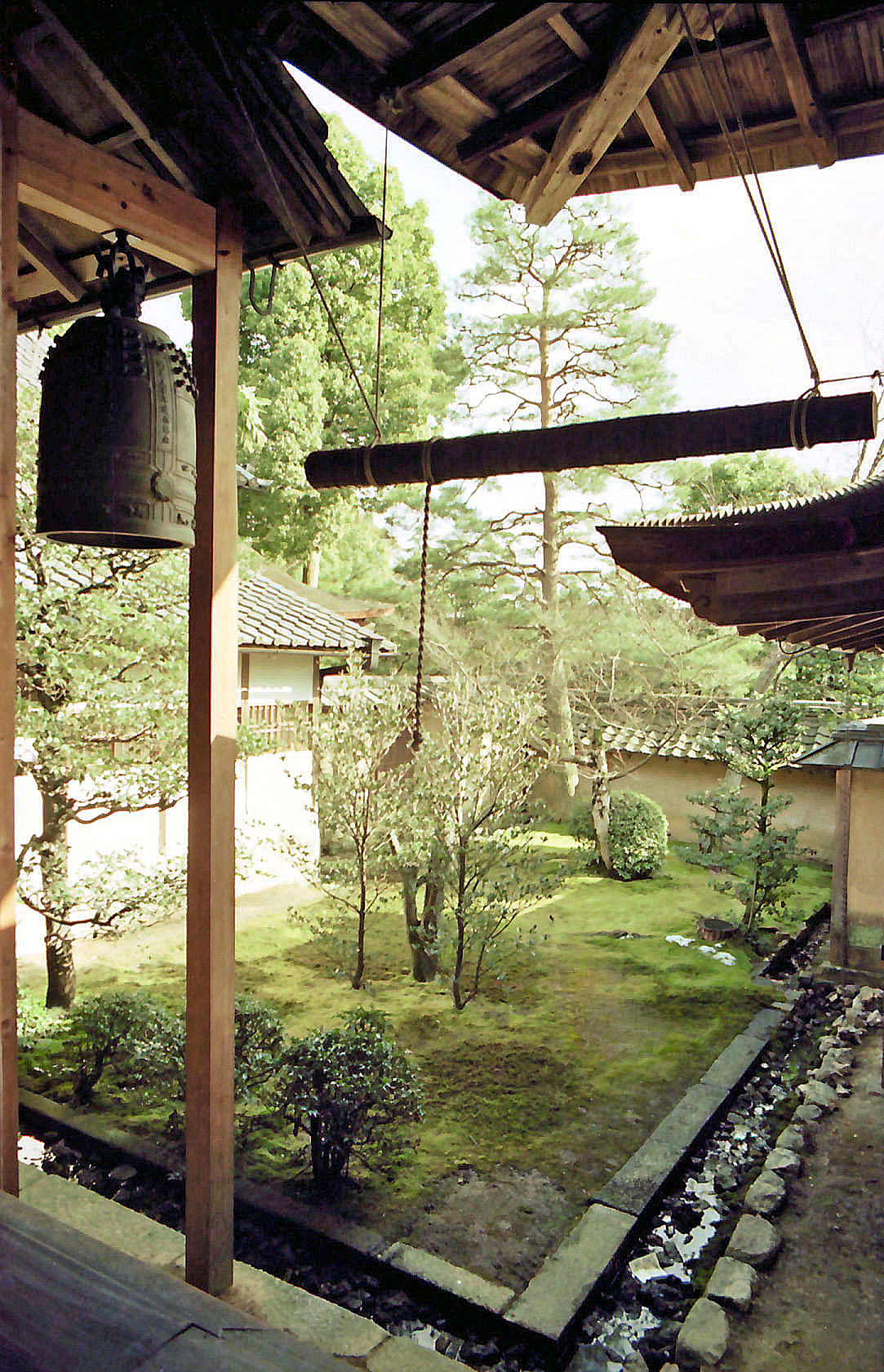
Il giardino dietro il tempio

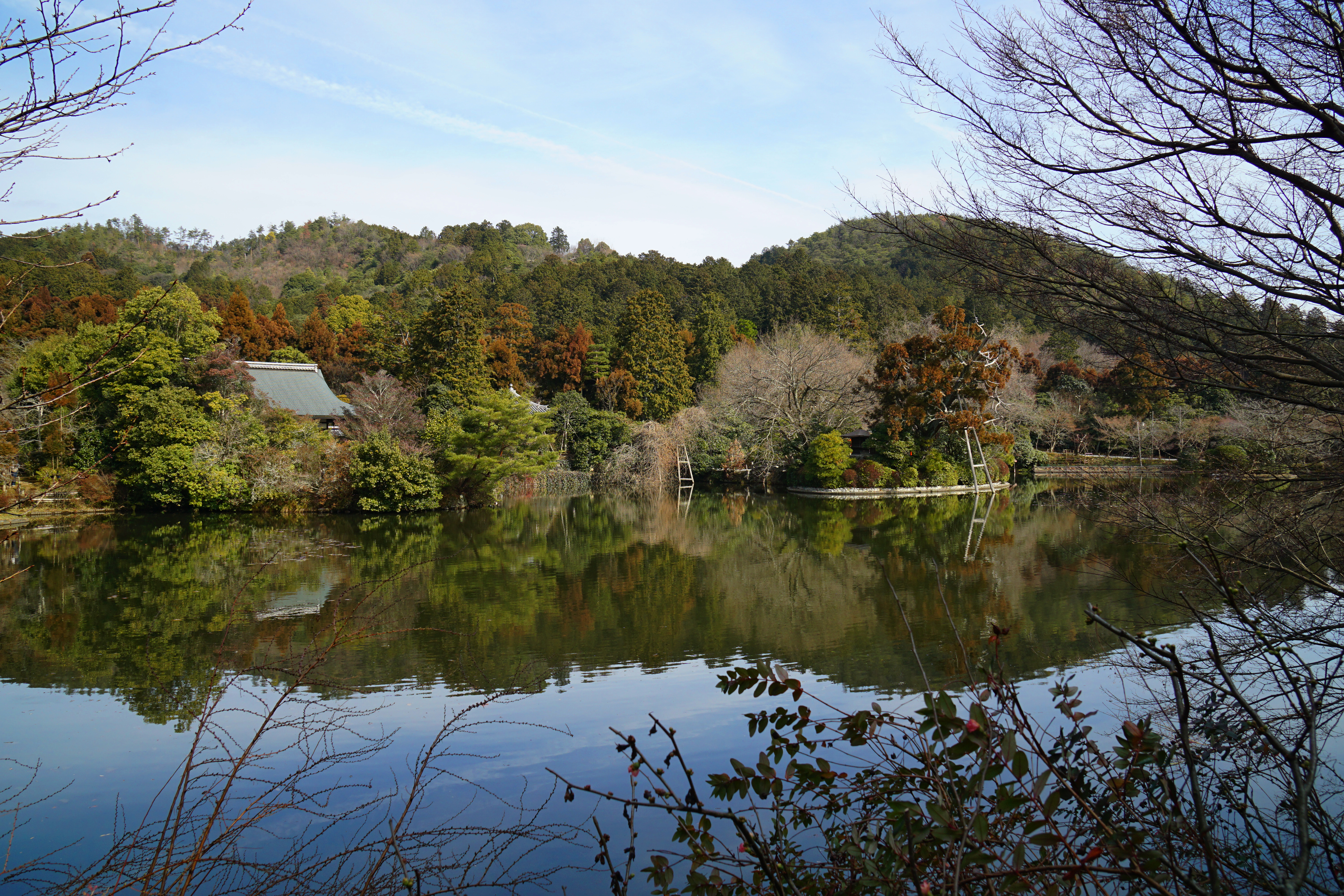
Il lago Kyoyōchi

Lo hōjō è stato classificato come patrimonio culturale importante dal governo giapponese. Fu costruito nel 1606 da Oda Nobukane, fratello minore di Oda Nobunaga, per un altro sottotempio del complesso, il Seigen'in. Quando il precedente hōjō del Ryõanji andò distrutto a causa di un incendio nel 1797, fu spostato nella sua collocazione attuale per sostituirlo insieme al Chokushomon, il cancello che ne segna l'entrata. I disegni nei fusuma sono stati realizzati nel 1953 dal pittore nanga Satsuki Kakuo, e rappresentano un drago e il monte Kumgang.
Nonostante la loro fama, il giardino zen e lo hōjō del Ryōan-ji costituiscono solo una piccola parte di tutto il complesso, che è immerso in un grande giardino, al cui centro si trova un lago artificiale detto Kyoyōchi: il lago fu creato già nel XII secolo, quando il complesso ospitava una delle ville della famiglia Fujiwara. Un tempo questo giardino era famoso per le sue anatre mandarine, mentre oggi si possono vedere germani reali e aironi cenerini. Di recente nella zona Nord-Ovest sono stati piantati degli alberi di ciliegio.

Nella parte Ovest del complesso si trova un altro giardino chiuso al pubblico, dove sorge il mausoleo della famiglia Hosokawa e una statua in legno commemorativa di Hosokawa Katsumoto.
Vicino al lato Ovest dello hōjō troviamo il butsuden (sala del Buddha), ossia la principale sala di culto. Al suo interno si trovano due altari: in quello di sinistra sono conservate le tavolette funerarie con il nome postumo di vari membri della famiglia imperiale, tra cui gli imperatori Uda, Kazan, Ichijō, Go-Suzaku, Go-Reizei, Go-Sanjo e Horikawa, mentre in quello di destra sono conservate le tavolette funerarie dei precedenti abati del tempio. Anche questo edificio fu bruciato dall'incendio del 1797. Quello attuale è una ricostruzione del 1981 che si basa su dei disegni che erano stati conservati nel Myōshin-ji. Il butsuden non è accessibile ai visitatori.

### La stanza da tè e lotsukubai

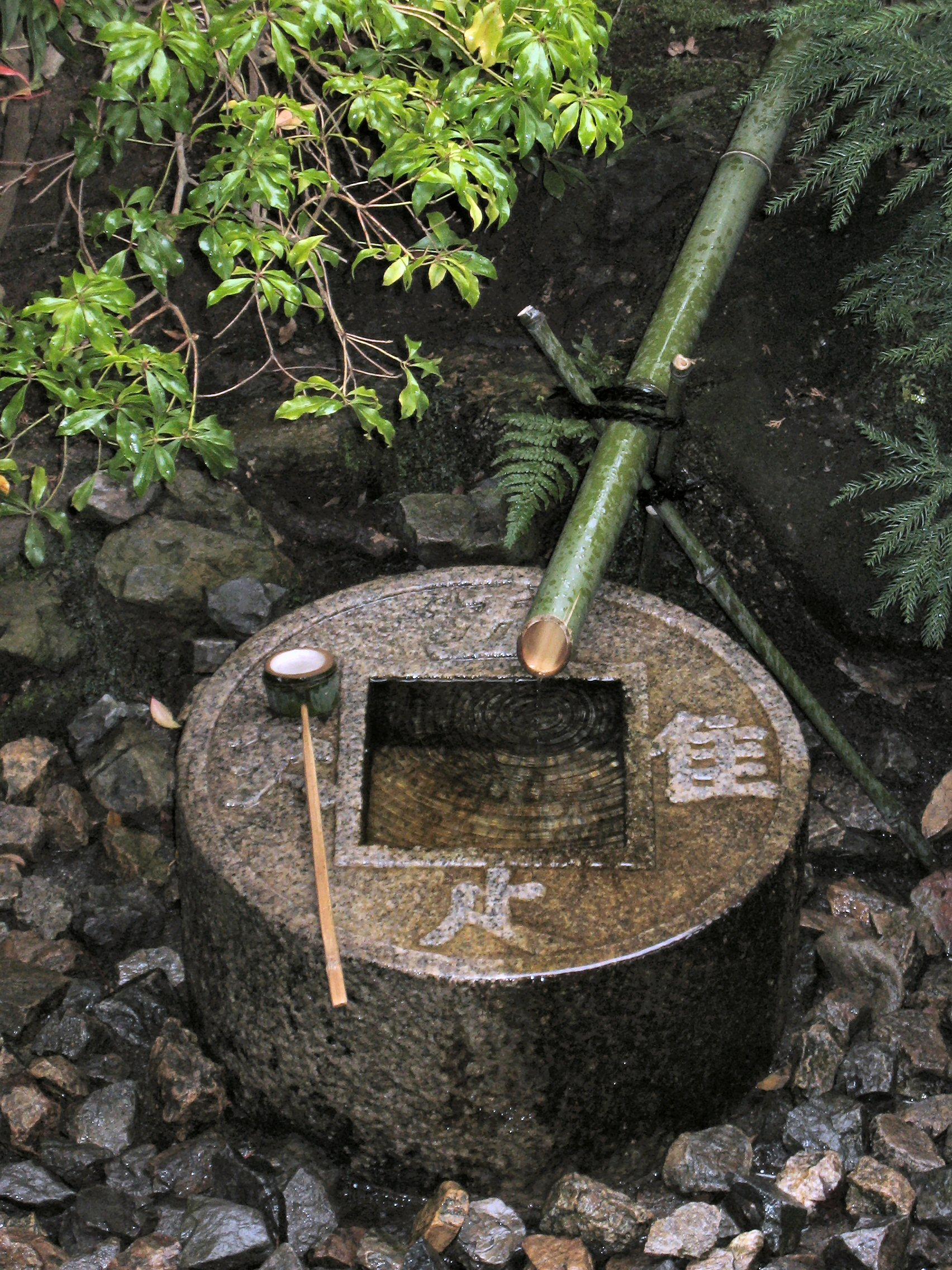
Lo tsukubai del Ryōan-ji

Vicino allo lato est dello hōjō si trova una stanza da tè chiamata zorokuan (蔵六庵). Secondo il sito ufficiale del tempio, il termine zoroku  significa tartaruga (che comunemente in giapponese viene chiamata 亀 kame), e deriva dall'abitudine di queste di nascondere ( 蔵 kanji per depositare, servare) le loro sei (六) estremità (ossia la testa, la coda e le quattro zampe) all'interno del guscio. Nel buddismo diviene simbolo della purificazione dalle illusioni provocate dai sei organi sensoriali, ossia gli occhi, le orecchie, il naso, la lingua, il corpo e la mente. 
La stanza fu costruita in periodo Edo ed è formata da quattro tatami divisi da un asse centrale in legno. Purtroppo non è accessibile ai visitatori.
Percorrendo la veranda dello hōjō, vicino alla stanza da tè, ci si imbatte in un piccolo giardino dove si trovano altre due famose attrazioni del tempio. Uno di questi è l'albero di camelia che viene chiamato Wabisuke, probabilmente dal nome della persona che lo portò dalla Corea. La pianta di camelia era particolarmente apprezzata dai maestri della cerimonia del tè, tra cui da Sen no Rikyū. Questo albero in particolare si dice sia stato apprezzato da Toyotomi Hideyoshi e che sia il più antico del Giappone.
L'altro è lo tsukubai (蹲い), ossia una piccola vasca in pietra in cui scorre continuamente l'acqua, che viene usata per la purificazione. Quello del Ryōan-ji è di forma rotonda con un'apertura quadrata al centro. Tutto intorno si trovano quattro ideogrammi (五, 隹, 止, 矢), che da soli non hanno significato. Tuttavia se si considera il quadrato centrale come un ideogramma, 口, accostanto con quelli precedenti forma i seguenti caratteri:  吾, 唯, 足, 知. Letti come "ware tada taru koto wo shiru" (吾 = ware = io, 唯 = tada = solo, 足 = taru = essere sufficiente, bastare, 知 = shiru = conoscere)  si possono tradurre come "io conosco solo la soddisfazione", indicando gli insegnamenti buddisti dell'umiltà e dell'abbondanza all'interno dell'animo di ognuno. Inoltre la posizione dello tsukubai, più basso della veranda da cui viene osservato, obbliga lo spettatore a piegarsi. Lo stesso significato del termine tsukubai, che deriva dal verbo tsukubau 蹲う significa "accovacciarsi, piegarsi", ossia un gesto di umiltà.

Si pensa sia una donazione fatta da Tokugawa Mitsukuni.